# Agathomerus testaceus
Agathomerus testaceus is een keversoort uit de familie halstandhaantjes (Megalopodidae). De wetenschappelijke naam van de soort werd in 1824 gepubliceerd door Johann Christoph Friedrich Klug.